# Enrique I de Chipre
Enrique I de Chipre o Enrique I de Lusignan, llamado el Gordo (1217-1254) fue Rey de Chipre desde 1218 hasta 1253. Era el hijo de Hugo I de Chipre y Alicia de Champaña y Jerusalén.

## Biografía

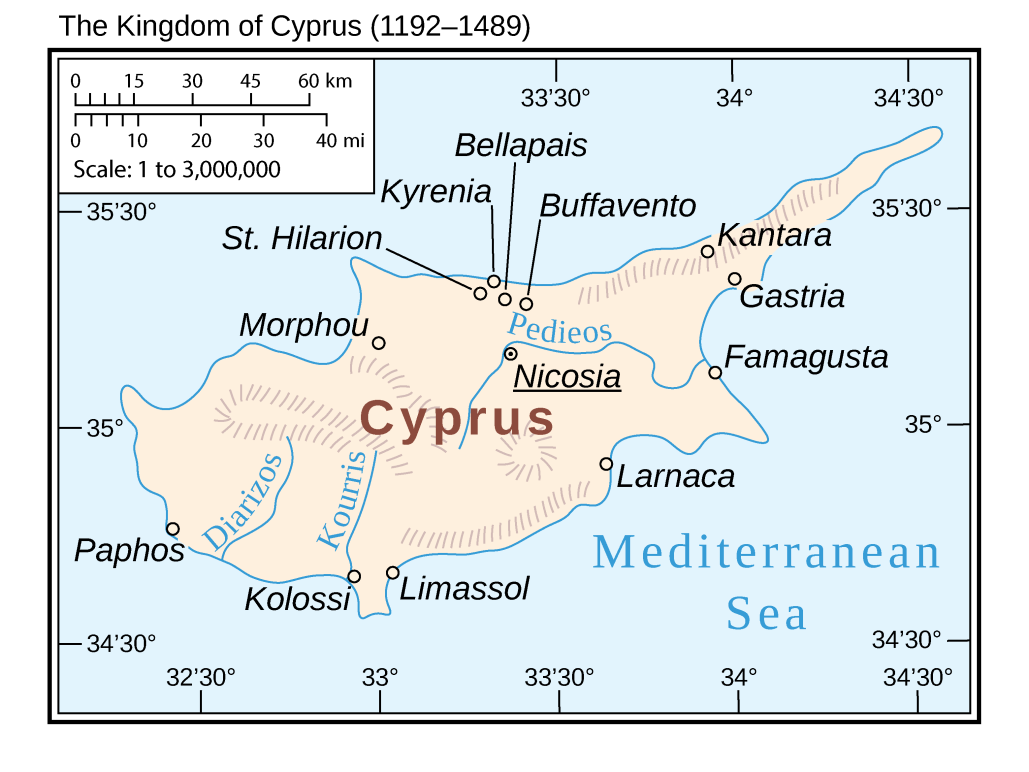
El Reino de Chipre con sus ciudades.

Nació el 3 de marzo de 1217 y su padre falleció el 10 de enero de 1218, así que se convirtió en Rey de Chipre con tan solo nueve meses de edad. Su madre, ayudada por su tío Felipe de Ibelín, ejerció como regente. En 1220, la regente firma Los Acuerdos de Limasol, que resuelven los litigios planteados entre la nobleza y el clero latino de Chipre sobre las zonas pertenecientes a los monasterios griegos donados a la nobleza. Una disputa entre Felipe y Alicia en 1225, oficiada por el papa Honorio III, destituye de la regencia a Alicia, confirmando a Felipe como regente. Felipe murió en 1227 y fue reemplazado como regente por su hermano Juan de Ibelín (el Viejo Señor de Beirut).
En 1225 el emperador Federico II Hohenstaufen se casa con la reina Yolanda de Jerusalén y anuncia su intención de iniciar una cruzada. Deposita su confianza en Juan de Brienne como regente del Reino de Jerusalén y reevindica la regencia de Chipre. Ante la presión de la nobleza chipriota, decide dejar de momento las cosas como están, y que se corone, en ese mismo año, a Enrique I de Chipre en la Catedral de Santa Sofía en Nicosia, con tan solo ocho años de edad.
En julio de 1228, Federico II parte, encabezando la Sexta Cruzada, y retira de la regencia de Jerusalén a Juan de Ibelín para el ejercerla él mismo. A continuación se ocupa de Palestina, donde negocia el retorno de Jerusalén a los latinos. En mayo de 1229 abandona el Este, dejando el Reino de Chipre en manos de un consejo de regencia compuesto por cinco nobles, y organiza la boda de Enrique I con Alicia de Montferrato. Juan de Ibelín organizó un ejército que desembarcó en Chipre, eliminó al consejo de regentes y conquistó la isla de Chipre, pero el emperador envió a Roger Filangeri para que se hiciera con el control de algunas ciudades de Siria y Beirut, propiedad de Juan de Ibelín. La guerra civil continuó en Chipre, y Juan de Ibelín, a pesar de ser derrotado en mayo de 1232 en Casal-Imbert, consiguió derrotar el 15 de junio de 1232 a los imperiales en la batalla de Agridi, y sitió a los regentes que estaban en Castillo de Cérines. En la Semana Santa de 1233, Enrique I se declara capacitado para comenzar su reinado. La resistencia de Cérines se rinde en junio de 1233.
En 1247, el papa Inocencio IV visita el Reino de Chipre. Ese mismo año, a petición de los Hospitalarios, envía un ejército para defender de Ascalón, asediada por el Sultán de Egipto, pero una tormenta le impide llegar con suficiente tiempo como para evitar la caída de la ciudad.
En 1248, Enrique ayuda a San Luis en la Séptima Cruzada, hospedándole en Chipre en invierno desde septiembre de 1248 a mayo de 1249. Le acompaña a Egipto e interviene en el ataque a Mansourah, pero los dos reyes fueron hechos prisioneros por Fariskur. Regresó después a su reino y murió en Nicosia el 18 de enero de 1254.
Cuando murió fue sucedido por su único hijo, un niño llamado Hugo II de Chipre (1253-1267). Si no hubiera tenido descendencia, sus herederos hubieran sido los hijos de su hermana mayor: Juan de Brienne (1234-1260) y Hugo de Brienne (1240-1296), así como el hijo de su hermana menor, Hugo de Antioquía (1235-1284), que posteriormente heredaría el reino. Fue enterrado en la Iglesia de los Templarios, en Nicosia.
En la literatura histórica se dice que la cosa más interesante en el reinado de Enrique fue su corpulencia. Aparentemente significaría un periodo de sorprendente paz, seguridad y, desde un punto de vista histórico, aburrimiento. Además Enrique fue regente de Jerusalén con Conrado II.

## Matrimonio e hijos
Se casó tres veces. El tercer matrimonio en 1250 fue con Plaisance de Antioquía, hija de Bohemundo V de Antioquía, con la que tuvo un hijo, Hugo. Sus mujeres fueron:
- Alicia de Montferrato (1215-1233), hija del marqués Guillermo VI de Montferrato, y Berta de Clavesana. Se casó en mayo de 1229 en Limassol.
- Estefania de Lampron (1225-1249), hija de Constantino de Lampron, regente de Armenia, y Estefania de Barbaron. Se casó en 1237 en Nicosia.
- Plaisance de Antioquía (1235-1261), hija de príncipe Bohemundo V de Antioquía, Conde de Trípoli, y Lucía de Segni. Se casó en 1250 en Nicosia, y tuvo un solo hijo, Hugo II de Chipre.